# Forces armées des États de l'Union européenne
Ne doit pas être confondu avec Force de l'Union européenne.
 (février 2022).
Les forces armées des États de l'Union européenne, constituées par les armées de chaque État, demeurent chacune sous le contrôle politique et militaire de leurs États respectifs d'appartenance. S'il n'existe pas « d'armée européenne » supranationale, en revanche les coopérations entre ces armées sont nombreuses sur tous les plans, qu'il s'agisse de mener des opérations conjointes par plusieurs d'entre elles ou d'acquérir ou d'exploiter en commun certains équipements. 
L'Alliance atlantique et son organisation militaire intégrée, l'OTAN, auxquelles appartiennent vingt-deux des États membres de l'UE, demeurent le cadre de défense commune le plus structurant en Europe. L'échec, en 1954, de l'avènement d'une Communauté européenne de défense conduit à intégrer l'Allemagne à l'OTAN et, pendant les décennies qui suivirent, à ne penser la sécurité collective des Européens que dans le cadre de l'OTAN. La fin de la guerre froide et les avancées corrélatives de la construction européenne entraînent le réveil de l'idée que les Européens doivent davantage prendre en main leur défense collective. L'instauration de l'Union européenne et le développement progressif de ses domaines de compétence sont consacrés par la mise en place de la Politique de sécurité et de défense commune (PSDC) à partir du 1er décembre 2009, avec la ratification du traité de Lisbonne. Dans le cadre de la PSDC, l'Union met en place une gouvernance et une organisation qui lui permettent de mener des opérations extérieures civiles ou militaires qui constituent un des leviers opérationnels de la politique de gestion de crises décidée par les dirigeants européens. 
La possibilité d'instaurer à terme une véritable union européenne de la défense est inscrite dans l’article 42 du traité sur l'Union européenne révisé en 2009. Mais son instauration, qui requiert l'unanimité des États membres de l'UE, impliquerait un abandon de souveraineté nationale que même la France ou l'Allemagne favorables au développement de l'autonomie politique et des capacités d'action de l'Europe ne sont pas prêtes à envisager concrètement à court ou moyen termes. La Stratégie globale pour la politique étrangère et de sécurité de l'Union européenne adoptée en 2016 réaffirme que les « États membres conservent leur souveraineté dans leurs décisions relevant du domaine de la défense » et que « l'UE encouragera systématiquement la coopération en matière de défense et s'efforcera de créer une solide industrie européenne de la défense, laquelle est essentielle pour garantir l'autonomie de décision et d'action de l'Europe », loin encore d'une intégration des armées sous une autorité politique et militaire unique.

## Histoire de l'Europe de la défense de 1945 à nos jours

### Union occidentale et Alliance atlantique

Carte montrant les États membres de l'Union européenne et ceux de l'OTAN :
États uniquement membres de l'UE
États uniquement membres de l'OTAN
États membres des deux

Peu après la fin de la Seconde Guerre mondiale, le traité de Dunkerque est signé par la France et le Royaume-Uni le 4 mars 1947 pour « établir (...) une garantie réciproque et particulière (...) contre le retour d'une menace allemande ». 
Dans les mois qui suivent, la guerre froide s'installe, incitant les pays d'Europe occidentale à s'organiser pour faire face à la menace soviétique désormais perçue comme la plus inquiétante et à rechercher l'implication des États-Unis dans leur défense collective. Ceux-ci demandent aux Européens de donner des gages de leur engagement : sur l'initiative d' Ernest Bevin et de Georges Bidault, le Royaume-Uni, la France et les trois pays du Benelux  signent à Bruxelles le 17 mars 1948  le traité instituant l'Union occidentale (UO), conçue comme une alliance pour se prémunir contre toute agression armée contre l'un de ses membres. Un état-major commun est créé, le « Haut commandement militaire unifié de l'Union occidentale » à la tête duquel est nommé le Maréchal Montgomery, un des plus prestigieux vainqueurs de la guerre.
Les négociations se poursuivent avec les États-Unis et d'autres pays européens. Elles aboutissent avec la signature le 4 avril 1949 du traité de l'Atlantique nord par douze états d'Europe occidentale, le Canada et les États-Unis. À l'origine, il ne s'agissait que d'une association de défense passive. La guerre de Corée éclate en juin 1950, suscitant de fortes craintes en Europe. Aussi le Conseil de l'Atlantique nord, instance décisionnelle de plus haut niveau de l'Alliance, décide-t-il en septembre 1950 de mettre en place une organisation militaire intégrée, l'OTAN, dans laquelle va se dissoudre l'état-major de l'UO.
L'Alliance atlantique se réforme pour survivre à la fin de la guerre froide. Elle s'élargit en plusieurs vagues vers l'Est. En 2017, sur les 28 États membres de l'Union, 23 sont membres de l'OTAN qui demeure la principale organisation de défense en Europe. L'article 42 du traité sur l'Union européenne précise que « la politique de l’Union (...) respecte les obligations découlant du traité de l’Atlantique Nord pour certains États membres qui considèrent que leur défense commune est réalisée dans le cadre de l’Organisation du traité de l’Atlantique Nord (OTAN) ».

### Communauté européenne de défense et Union de l'Europe occidentale
Dans le même temps, les États-Unis insistent sur la nécessité du réarmement de l'Allemagne sans les ressources de laquelle les Européens contribuent trop faiblement à leur propre défense, d'autant que l'armée française est de plus en plus engagée en Indochine. Mais en Europe, le souvenir de la guerre et de l'occupation militaire allemande demeure vivace et douloureux. Soucieux d'encadrer la mise en place d'une armée allemande dans une structure européenne, René Pleven, président du Conseil français, propose à ses partenaires en octobre 1950 un plan prévoyant la constitution d'une armée européenne, par transposition du modèle de la Communauté européenne du charbon et de l'acier (CECA) dans le domaine militaire. Le 27 mai 1952, l'Allemagne, la France, l’Italie, et les États du Benelux signent bien un traité établissant la Communauté européenne de défense (CED), mais sa ratification notamment par la France qui en est pourtant la principale instigatrice s'avère difficile. Le rejet du traité par le Parlement français le 30 août 1954 entraîne son abandon définitif.
Un plan de substitution est immédiatement mis en œuvre. Le traité de Bruxelles de 1948 est modifié par la signature du traité de Paris le 23 octobre 1954 qui acte l'adhésion de l'Allemagne de l'Ouest (RFA) et de l'Italie à l'Union, et la rebaptise Union de l'Europe occidentale (UEO). Simultanément, il est mis fin au régime d'occupation de la RFA. En mai 1955, la RFA retrouve sa souveraineté complète et devient membre de l'Alliance atlantique. Ses forces armées deviennent en quelques années une des composantes les plus importantes du dispositif de l'OTAN en Europe centrale.

### Instauration de la «Politique étrangère et de sécurité commune» de l'UE
Dans le contexte de la réunification allemande faisant suite à l'effondrement du bloc soviétique qui marque la fin de la guerre froide, la construction politique de l'Europe accède à des niveaux d'ambition beaucoup plus élevés. Le traité de Maastricht du 7 février 1992 fonde l'Union européenne autour de trois piliers dont le second institue une Politique étrangère et de sécurité commune (PESC) qui « inclut l'ensemble des questions relatives à la sécurité de l'Union européenne, y compris la définition à terme d'une politique de défense commune, qui pourrait conduire, le moment venu, à une défense commune ». La perspective que les états membres de l'Union européenne mettent en œuvre à terme une défense commune est donc inscrite dès cette version fondatrice du traité sur l'Union européenne (TUE). Cette disposition est reconduite dans les traités modificatifs successifs du TUE.
Dans l'immédiat cependant, les ambitions sont beaucoup plus limitées, le TUE stipule que « l'Union demande à l'Union de l'Europe occidentale (UEO), qui fait partie intégrante du développement de l'Union européenne, d'élaborer et de mettre en œuvre les décisions et les actions de l'Union qui ont des implications dans le domaine de la défense ».
En 2001, le traité de Nice traduit la volonté de l'Union européenne de reprendre directement à son compte le rôle dévolu en 1992 à l'UEO et de développer en interne ou de transférer de l'UEO les structures le lui permettant en pratique. Il s'ensuit une mise en sommeil progressive de l'UEO qui est dissoute en 2011.
Parallèlement à toutes les étapes de construction progressive de l'UE, les relations avec l'OTAN s'organisent afin d'assurer autant que faire se peut la cohérence et la complémentarité des actions engagées par les deux parties.

### Instauration de la «Politique de sécurité et de défense commune» de l'UE

Blason de l'État-major de l'Union européenne.

La sécurité et la défense de l'Europe tiennent une place importante dans le traité de Lisbonne signé en 2007. Sous la nouvelle dénomination de Politique de sécurité et de défense commune (PSDC) les Européens réaffirment l'objectif d'une défense commune, toujours cependant sans fixer de calendrier, introduisent une clause de solidarité en matière de défense et renforcent les structures de gestion de leurs actions diplomatiques et de gestion de crise civiles et militaires afin de leur donner une efficacité accrue.
L'article 42 du traité sur l'Union européenne dispose que « la politique de sécurité et de défense commune inclut la définition progressive d'une politique de défense commune de l'Union. Elle conduira à une défense commune, dès lors que le Conseil européen, statuant à l'unanimité, en aura décidé ainsi ».
En matière de défense, les principales structures dont l'Union européenne dispose en propre pour définir et mettre en œuvre sa stratégie sont le Comité militaire de l'Union européenne, l’État-major de l'Union européenne et quatre agences : l’Agence européenne de défense (EDA), l’Institut d'études de sécurité de l'Union européenne (IESUE), le Centre satellitaire de l'UE (SATCENT) et le Collège européen de sécurité et de défense (CESD).
Pour exécuter les opérations militaires qu'elle décide, l'Union peut utiliser les Groupements tactiques de l’Union. mis à sa disposition par roulement par des états membres. La mise sur pied d'une « armée européenne », toujours périodiquement évoquée, se heurterait à de nombreux obstacles politiques, juridiques, humains et matériels qui n'en laissent pas entrevoir la possibilité dans un avenir prévisible.

### Autres initiatives de coopération entre armées des États membres de l'UE
Les initiatives bilatérales ou multilatérales des États membres hors du cadre institutionnel de l'UE sont nombreuses et bénéficient, d'une façon ou d'une autre, à la défense collective de l’Union.
En amont, pour faciliter la réalisation de programmes d'armement multinationaux, six États de l'UE parmi lesquels la France créent en 2001 l'organisation conjointe de coopération en matière d'armement (OCCAr) qui gère en 2017 une douzaine de programmes.
La coopération est développée dans le domaine du transport aérien : le Commandement européen du transport aérien (EATC) mutualise l'emploi des moyens de transport de sept pays de l'UE.
En matière de forces opérationnelles, les coopérations les plus poussées concernent les moyens de commandement : les Européens disposent de plusieurs états-majors multinationaux autour d'un noyau fourni par une nation-cadre, complété par les représentants de quelques pays, capables d'être activés rapidement pour commander des opérations décidées par l'Union. Des organisations, comme Finabel ont pour mission de développer l'interopérabilité entre les armées européennes.  Au-delà, existent plusieurs forces multinationales constituées dès le temps de paix mais dont le contrôle politique appartient pleinement aux États qui les composent, comme le Corps européen qui inclut la brigade franco-allemande, la Force maritime européenne ou bien la Force de gendarmerie européenne.
Ces initiatives sont très loin de constituer l'amorce d'une armée européenne au sens plein et entier, c'est-à-dire un ensemble d'unités permanentes multinationales sous commandement intégré. Elles permettent cependant des synergies et facilitent la conduite d'opérations sous bannière de l'UE.

### Vers la création d'une armée européenne?
L'idée de réactiver le projet d'une armée européenne demeure vivace et continue d'être évoquée régulièrement par des dirigeants politiques parmi les plus influents en Europe,bien qu'elle soit dans le contexte politique de l'Europe totalement irréaliste. Mettre en avant cette idée est cependant une manière d'affirmer une volonté de faire progresser une Europe de la défense sans laquelle l'idée même d'une Europe politique perd d'emblée de son sens.
Les objectifs quantifiés ambitieux affichés en 1999 au sommet d'Helsinki, les « headline goals », par lesquels les Européens s'engageaient à être capables de déployer de 50 à 60 000 hommes n'ont pas été tenus et, bien au contraire, les capacités n'ont cessé de diminuer dans les années 2000 à un rythme qui s'est accéléré avec la crise financière de 2008. Les « Groupements tactiques » constitutifs d'une force de réaction rapide de l'UE, d'une ambition plus modeste, constitués au milieu des années 2000 et intégrés au « headline goal 2010 » n'ont en pratique pas été déployés bien que les opportunités n'aient pas manqué. Les critiques et interrogations sur leur raison d'être, leurs modalités de mise en œuvre et leur financement conduisent à l'élaboration de propositions qui n'ont pas encore abouties en 2017.
Le Livre blanc de 2016 sur la politique de sécurité allemande donne une place prédominante au multilatéralisme et situe pour l'essentiel la défense de l'Allemagne dans le contexte des Nations Unies, de l'OTAN, de l'UE et de l'OSCE. Le livre blanc insiste sur le fait que l'OTAN demeure le « garant indispensable de la sécurité allemande, européenne et transatlantique ». Il rappelle aussi que l'Allemagne a soutenu et continuera de soutenir le développement et l'intensification de la PSDC afin de parvenir dans le long terme à une « Union européenne de la sécurité et de la défense ». Le Livre blanc insiste aussi sur le fait qu'à court et moyen termes l'objectif est de tirer parti de toutes les possibilités offertes par la PSDC, telles que la coopération structurée permanente, et appelle de ses vœux qu'elle soit mise en œuvre avec plus d'efficacité.
Pour le journaliste Philippe Leymarie, la sortie du Royaume-Uni de l'Union européenne pourrait favoriser la création d'une armée européenne : « depuis des décennies, en effet, Londres bloquait systématiquement tous les projets qui pouvaient apparaître comme concurrents de l’OTAN, ou inamicaux envers Washington, tels la formation d’un état-major permanent de l’Union ou l’élargissement de l’Agence européenne de défense (AED). » Le projet doit néanmoins continuer à faire face à l'hostilité des États-Unis. La socialiste Hélène Conway-Mouret, vice-présidente du Sénat français, dénonce un « jeu dangereux joué avec ceux qui sont les plus anciens et les plus déterminés des alliés des États-Unis », les autorités américaines essayant de « miner les efforts des Européens pour se doter d’une défense plus autonome ».

## Poids dans le monde des armées des États de l'UE
L'Allemagne, la France, l'Italie et le Royaume-Uni représentaient à eux quatre environ 70 % des dépenses de défense des 28 États de l'Union européenne en 2016,.
Au sein de l'Union européenne, seule la France affiche encore la volonté d'être une puissance militaire globale, c'est-à-dire disposant en propre de l'ensemble des moyens lui permettant de faire face à tous les types de menaces identifiées comme vitales ou importantes. La Revue stratégique de défense et de sécurité nationale rendue publique en octobre 2017 affirme que l'« autonomie stratégique demeure un objectif prioritaire de notre politique de défense » et que le pays « doit maintenir sur le long terme une dissuasion nucléaire ». La Stratégie de sécurité nationale du Royaume-Uni publiée en novembre 2015 s'inscrit dans la vision d'un rôle global du pays, qu'il s'agisse de développer son influence partout dans le monde pour réduire les menaces pouvant l'affecter ou de disposer les capacités de projection de forces partout dans le monde, en coopération étroite avec l'OTAN, les États-Unis et la France en particulier. La France a ainsi décidé de renouveler leurs forces nucléaires stratégiques sous-marines et aériennes.
| Rang mondial (SIPRI 2023) | Pays             | Dépenses défense (SIPRI 2023) | en % du PIB (SIPRI 2023) | Effectifs d'active (IISS 2016) | Navires de guerre principaux (IISS 2016) | Avions de combat (IISS 2016) |
| ------------------------- | ---------------- | ----------------------------- | ------------------------ | ------------------------------ | ---------------------------------------- | ---------------------------- |
| 1                         | États-Unis       | 916,0                         | 3,4 %                    | 1 381 250                      | 98                                       | 1442                         |
| 2                         | Chine            | 296,0                         | 1,7 %                    | 2 333 000                      | 74                                       | 2306                         |
| —                         | Union européenne | 286,0                         | 1,6 %                    | 1 796 700                      | 123                                      | 1889                         |
| 3                         | Russie           | 109,0                         | 5,9 %                    | 798 000                        | 35                                       | 1090                         |
| 4                         | Inde             | 83,6                          | 2,4 %                    |                                |                                          |                              |
| 5                         | Arabie saoudite  | 75,8                          | 7,1 %                    |                                |                                          |                              |
| 6                         | Royaume-Uni      | 74,9                          | 2,3 %                    | 154 700                        | 19                                       | 254                          |
| 7                         | Allemagne        | 66,8                          | 1,5 %                    | 178 600                        | 15                                       | 235                          |
| 9                         | France           | 61,3                          | 2,1 %                    | 208 950                        | 23                                       | 281                          |
| 12                        | Italie           | 35,5                          | 1,6 %                    | 174 500                        | 19                                       | 244                          |
| 14                        | Pologne          | 31,6                          | 3,8 %                    |                                |                                          |                              |
| 17                        | Espagne          | 23,7                          | 1,5 %                    |                                |                                          |                              |
| 20                        | Pays-Bas         | 16,6                          | 1,5 %                    |                                |                                          |                              |

En pratique, le volume des forces disponibles répond certes à cette ambition mais avec de fortes limitations quant à la dimension et à la durée des opérations qui pourraient être menées en temps de crise ou de guerre. Ces limites de capacités sont la conséquence de la réduction quasi-continue depuis 1990 des budgets de défense. Les réductions de dépense n'ont pas été effectuées de manière concertée et donc en recherchant une cohérence globale au moins jusqu'au début des années 2010 où l'OTAN comme l'UE ont mis en place des plans en ce sens. Concernant l'armée de terre, le nombre de bataillons dans les unités de combat est passé de 550 en 1990 à 171 en 2015. Une étude réalisée en 2017 par la RAND à la demande de l'U.S. Army affirme que l'Allemagne et la France auraient besoin de plusieurs semaines pour déployer chacun une brigade blindée dans les pays baltes, et que ce déploiement représenterait un effort substantiel laissant peu de marges de manœuvre.

## Dépenses militaires des États membres de l'UE
Les États membres de l'Union européenne consacrent en moyenne environ 1,5 % de leur produit intérieur brut aux dépenses de défense.

### Analyses et évolutions
Selon les données fournies annuellement par l'Institut international de recherche sur la paix de Stockholm (SIPRI), les dépenses de défense des États membres de l'Union européenne connaissent en monnaie constante une décroissance nette depuis la fin de la guerre froide. En 1990 elles s'élevaient à 286,4 milliards de dollars américains, en 2016 elles sont de 252,7 milliards de dollars américains soit une baisse de 12 % à prix constants.
| Millions de dollars américains (constant 2015) | 1989    | 1990-1994 | 1995-1999 | 2000-2004 | 2005-2009 | 2010-2014 | 2015    | 2016    |
| ---------------------------------------------- | ------- | --------- | --------- | --------- | --------- | --------- | ------- | ------- |
| Montant                                        | 289 824 | 269 621   | 246 882   | 259 112   | 270 252   | 254 065   | 246 470 | 252 660 |
| Pourcentage du PIB                             | 2,84 %  | 2,49 %    | 2,03 %    | 1,84 %    | 1,72 %    | 1,61 %    | 1,51 %  | 1,51 %  |
| Pourcentage de variation de part du PIB        |         | -12 %     | -19 %     | -9 %      | -7 %      | -6 %      | -6 %    | 0 %     |

Cette baisse n'a pas été continue. Elle est rapide dans la décennie qui suit la fin de la guerre froide dans un contexte international marquée par une certaine euphorie avec la disparition de l'affrontement Est-Ouest, la signature d'accords de désarmement et l'absence de tensions notables dans le reste du monde après la guerre éclair menée par une coalition internationale à la suite de l'invasion du Koweït par l'Irak. La tendance s'inverse dans les années 2000 qui s'ouvrent par l'attentat du 11 septembre et une longue guerre en Afghanistan dans un contexte de tensions fortes au Moyen-Orient et le début du retour de la Russie sur la scène internationale. Les dépenses de défense, tombées autour de 245 milliards de dollars américains à la fin des années 1990, remontent ensuite pour atteindre un point haut de 277 milliards de dollars américains en 2009. La crise de 2008 conduit tous les États européens à réduire leurs dépenses de toutes natures pour limiter leurs déficits budgétaires. Ainsi, les dépenses de défense tombent à 241,7 milliards de dollars américains en 2014, soit une baisse de 13 % depuis 2009, niveau le plus bas atteint depuis la fin de la guerre froide. Toujours selon le SIPRI, la part du PIB des dépenses de défense dans les États de l'Union européenne connait une baisse constante et encore plus spectaculaire jusqu'en 2016 où pour la première fois elle se stabilise par rapport à l'année précédente au niveau de 1,51 % du PIB.
L'année 2014 marque cependant un nouveau tournant. Les tensions avec la Russie en Europe même avec la crise ukrainienne et le réarmement russe, la guerre en Syrie et le terrorisme mené en Europe et ailleurs dans le monde, la prolifération des armes de destruction massive pour ne parler que des facteurs principaux conduisent les Européens à réviser à la hausse leurs dépenses pour assurer leur sécurité dans un monde redevenu plus dangereux. Selon les statistiques publiées par l'OTAN, en 2015 les dépenses des États de l'Union européenne membres de l'OTAN s'élèvent à 255,5 milliards de dollars américains et 2016 enregistre une nouvelle hausse avec un montant de 264,7 milliards de dollars américains. Les estimations budgétaires de 2017 indiquent la poursuite de cette tendance haussière tant en valeur absolue qu'en pourcentage du PIB. Les Européens y sont doublement incités : la croissance revient dans l'Union européenne et commence à effacer les effets de la crise de 2008 dans la plupart des pays, et surtout les États-Unis exercent une pression de plus en plus forte pour que les Européens assurent le « partage du fardeau » en atteignant le plus rapidement possible l'objectif de 2 % du PIB en dépenses militaires formellement adopté par les États membres de l'OTAN et dont la plupart sont encore éloignés.
Les statistiques publiées chaque année par l'OTAN confirment celles du SIPRI et font l'objet de rapports de présentation qui mettent en évidence l'écart important de l'ordre d'un demi-point de PIB entre le niveau effectif de dépense et cet objectif de 2 %.
| Millions de dollars américains (constant 2010) | 2010    | 2011    | 2012    | 2013    | 2014    | 2015    | 2016    | 2017    |
| ---------------------------------------------- | ------- | ------- | ------- | ------- | ------- | ------- | ------- | ------- |
| Dépense                                        | 274 592 | 265 810 | 260 703 | 257 595 | 254 115 | 255 507 | 264 680 | 274 458 |
| Pourcentage de variation                       | -1,15 % | -3,20 % | -1,92 % | -1,19 % | -1,35 % | +0,55 % | +3,59 % | +3,69 % |
| Pourcentage du PIB                             | 1,63 %  | 1,55 %  | 1,52 %  | 1,49 %  | 1,45 %  | 1,43 %  | 1,45 %  | 1,47 %  |

### Tableau des dépenses par pays
Le tableau des dépenses de défense des États européens inclut à la fois les États membres de l'UE et ceux membres de l'OTAN afin de permettre une vue d'ensemble de ces deux organisations internationales extrêmement imbriquées pour ce qui touche les questions de sécurité et de défense en Europe. Sur les vingt-huit États membres de l'UE, seuls cinq ne sont pas dans l'OTAN, et sur ceux-ci seule la Suède, attachée à sa neutralité, représente un enjeu de défense significatif. Réciproquement, sur les vingt-sept États européens membres de l'OTAN, seuls cinq également ne sont pas dans l'UE parmi lesquels la Norvège et la Turquie qui sont d'une grande importance stratégique aux yeux de l'OTAN. La Norvège a de nombreux accords avec l'UE qui lui donnent un statut très proche de celui des membres à part entière. En revanche, les perspectives d'adhésion de la Turquie à l'UE sont extrêmement lointaines.

## Moyens militaires des États membres de l'UE

### Personnel militaire de l'Union
Selon les données publiées par l'IISS, les effectifs d'active des États de l'Union européenne sont passés de 2 032 590 en 2008 à 1 513 510 en 2015, soit une réduction d'un-quart. La Russie a connu une évolution similaire, avec une diminution d'un cinquième de ses effectifs qui sont passés de 1 027 000 à 798 000 personnels d'active.
Sur une période longue, depuis la fin de la guerre froide, les effectifs d'active des douze États qui étaient membres de l'Union au moment où s'achève la guerre froide sont passés de 2,9 millions à 1,6 million en 2008 puis 1,4 million en 2015, soit des baisses respectivement de 45 % puis 13 %.
En 2009, les 26 membres de l'Agence européenne de défense (AED) déclaraient avoir environ 67 767 personnel militaire déployé dans le monde (soit 4 % du total). En cas d'opération d'envergure, l'Union pourrait rapidement déployer 443 103 personnel militaire terrestre, dont 106 754 pourraient soutenir une opération durable. Par opposition les États-Unis ont environ 200 000 hommes déployés (14 % du personnel militaire américain). Le Danemark ne fait pas partie de l'AED, mais est un État membre de l'Union ce qui porte ainsi le total des effectifs de l'armée combinée de l'UE à 1 695 122 hommes.
| Pays               | Nom des forces armées                  | Effectifs              | Effectifs           | Effectifs           | Variation (2015 / 2008) |
| Pays               | Nom des forces armées                  | En 1989 (IISS 1989/90) | En 2008 (IISS 2009) | En 2015 (IISS 2016) | Variation (2015 / 2008) |
| ------------------ | -------------------------------------- | ---------------------- | ------------------- | ------------------- | ----------------------- |
| Allemagne          | RFA Bundeswehr                         | 494 300                | 244 324             | 178 600             | -27 %                   |
| Allemagne          | RDA Nationale Volksarmee               | 170 000                | 244 324             | 178 600             | -27 %                   |
| Autriche           | Bundesheer                             | —                      | 34 900              | 22 250              | -36 %                   |
| Belgique           | Armée belge                            | 92 400                 | 38 844              | 30 800              | -21 %                   |
| Bulgarie           | Bălgarska armija                       | —                      | 40 747              | 31 300              | -23 %                   |
| Chypre             | Ethnikí Frourá                         | —                      | 10 000              | 12 000              | +20 %                   |
| Croatie            | Oružane Snage Republike Hrvatske       | —                      | 18 600              | 16 550              | -11 %                   |
| Danemark           | Forsvaret                              | 31 600                 | 29 550              | 17 200              | -42 %                   |
| Espagne            | Fuerzas Armadas Españolas              | 349 000                | 221 750             | 198 750             | -10 %                   |
| Estonie            | Eesti Kaitsevägi                       | —                      | 5 300               | 5 750               | +8 %                    |
| Finlande           | Puolustusvoimat                        | —                      | 29 300              | 22 200              | -24 %                   |
| France             | Forces armées françaises               | 553 500                | 352 771             | 312 350             | -11 %                   |
| Grèce              | Eλληνικές Ένοπλες Δυνάμεις             | 208 500                | 156 600             | 142 950             | -9 %                    |
| Hongrie            | Magyar Honvédség                       | —                      | 25 207              | 26 500              | +5 %                    |
| Irlande            | Irish Defence Force                    | 13 000                 | 10 460              | 9 100               | -13 %                   |
| Italie             | Forze armate italiane                  | 495 000                | 292 983             | 278 250             | -5 %                    |
| Lettonie           | Latvijas Nacionālie bruņotie spēki     | —                      | 5 187               | 5 310               | +2 %                    |
| Lituanie           | Lietuvos ginkluotosios pajėgos         | —                      | 8 850               | 16 400              | +85 %                   |
| Luxembourg         | Lëtzebuerger Arméi                     | 800                    | 900                 | 900                 | +0 %                    |
| Malte              | Forzi Armati ta' Malta                 | —                      | 1 954               | 1 950               | +0 %                    |
| Pays-Bas           | Nederlandse Krijgsmachten              | 103 600                | 40 537              | 36 050              | -11 %                   |
| Pologne            | Siły Zbrojne Rzeczypospolitej Polskiej | —                      | 121 808             | 99 300              | -18 %                   |
| Portugal           | Forças Armadas Portuguesas             | 75 300                 | 42 910              | 32 850              | -23 %                   |
| Roumanie           | Forţele armate române                  | —                      | 73 200              | 70 500              | -4 %                    |
| Slovaquie          | Ozbrojené sily                         | —                      | 17 445              | 15 850              | -9 %                    |
| Slovénie           | Slovenska Vojska                       | —                      | 7 200               | 7 600               | +6 %                    |
| Suède              | Försvarsmakten                         | —                      | 16 900              | 29 750              | +76 %                   |
| République tchèque | Armáda České republiky                 | —                      | 24 083              | 21 700              | -10 %                   |

### Forces aériennes de l'Union
Six États de l'Union possèdent des forces aériennes importantes et pour l'essentiel modernes. Ce sont par ordre décroissant du nombre d'avions l'Armée de l'air française, l'Aeronautica Militare italienne, la Luftwaffe allemande, la Polemikí Aeroporía grecque et l'Ejército del aire espagnole. Une dizaine d'autres États possèdent des forces aériennes d'importance plus modeste mais dotées également d'avions aux mêmes standards que les plus grandes nations. En 2016, les membres de l'Union européenne disposent d'environ 1 900 avions de combat multirôles, parmi lesquels plus de 1 700 avions modernes (comme le Rafale ou l'Eurofighter Typhoon).
Les Européens alignent environ 250 avions de transport lourd ou moyen, un nombre toutefois insuffisant pour être autonomes en la matière. Les capacités de transport aérien de l’Union ont cependant évolué récemment avec l'introduction de l'Airbus A400M dont environ 140 appareils ont été commandés par quatre États membres de l'UE, la France, l'Allemagne, l'Espagne et la Belgique. Fin 2016, une trentaine d'appareils avaient été livrés. La France possèdent aussi une flotte d'avions ravitailleurs en vol, constituée respectivement de 10 récents A330 MRTT et de 14 KC-135 anciens, ces derniers devant selon la loi de programmation militaire être remplacés par des A330 MRTT.
Plus de 2 500 hélicoptères sont en service dans les armées européennes, terre, air et mer confondues. Sur ce total, près de 330 sont des hélicoptères d'attaque.
Les avions de combat mis en œuvre par les États de l'UE sont d'une dizaine de modèles modernes différents dont deux, l'Eurofighter Typhoon et le Panavia Tornado, ont été produits en coopération par plusieurs États européens. La France est le seul État européen à utiliser les Rafale. En 2016, l'Italie et les Pays-Bas avaient pris livraison des premiers exemplaires de l'avion de dernière génération F-35 d'origine américaine. Le potentiel de combat réel des forces aériennes est cependant largement fonction du niveau de formation et d'entraînement des personnels confrontés à des avions de plus en plus sophistiqués et devant composer avec des restrictions budgétaires. Il en résulte que le nombre d'appareils en état opérationnel est en pratique sensiblement inférieur au nombre d'appareils acquis.

### Forces terrestres de l'Union
Les plus importantes armées de terre de l'UE sont celles de la France et de l'Italie, sur la base des effectifs de soldats professionnels. Fortement déployée dans de nombreuses opérations partout dans le monde, l'armée de terre française est de loin la plus entrainée et équipée.
La réduction des effectifs d'active a été très importante depuis la fin de la guerre froide : l'armée de terre française est ainsi passée de 292 500 en 1989 à 111 650 en 2015. Dans le même temps, la Heer, composante terrestre de la Bundeswehr, forte en 2015 de 60 450 personnels représente moins d'un cinquième de ce qu'elle était en 1989. Dans les deux cas, cette réduction drastique des effectifs s'explique en partie par la professionnalisation des armées et la fin de la conscription.
| Pays      | Armée de terre     | Effectifs d'active (IISS 2016) | dont Conscrits (IISS 2016) | Chars de bataille (IISS 2016) |
| --------- | ------------------ | ------------------------------ | -------------------------- | ----------------------------- |
| Allemagne | Heer               | 60 450                         |                            | 306                           |
| Bulgarie  |                    | 16 300                         |                            | 80                            |
| Espagne   | Ejército de tierra | 71 100                         |                            | 331                           |
| Finlande  | Suomen maavoimat   | 16 000                         | 11 000                     | 120                           |
| France    | Armée de terre     | 112 050                        |                            | 200                           |
| Grèce     | Ἑλληνικὸς Στρατός  | 93 500                         | 45 000                     | 1354                          |
| Italie    | Esercito italiano  | 102 200                        |                            | 160                           |
| Pays-Bas  |                    | 18 850                         |                            |                               |
| Pologne   | Wojska Lądowe      | 48 200                         |                            | 971                           |
| Portugal  | Exército Português | 17 800                         |                            | 58                            |
| Roumanie  |                    | 39 600                         |                            | 437                           |

### Forces navales de l'Union
Les plus importantes marines de guerre de l'UE sont celles de la France et de l'Italie. Elles se situent respectivement au septième et neuvième rang mondial (en tonnage cumulé pondéré des bâtiments de combat et de soutien). Avec un tonnage global près d'une fois et demi plus important que celui de la flotte de guerre britannique, la Marine russe occupe la troisième place mondiale derrière les États-Unis et la Chine. Seule puissance nucléaire de l'Union Européenne, la France est aussi la seule puissance européenne à posséder des sous-marins à propulsion nucléaire, lanceurs d'engins à tête nucléaire (SNLE classe Le Triomphant) ou d'attaque (SNA des classes Suffren et Rubis).
La Marine nationale française est la seule à posséder un porte-avion à catapulte, le Charles de Gaulle, qui met en œuvre des avions de combat Rafale. Depuis 2016, l'aéronavale dispose de trois flottilles entièrement équipées de Rafale Marine, après le retrait des derniers Super-Étendard. En matière d'opérations amphibies, la France est la mieux dotée des marines européennes avec les trois PHA (Porte-hélicoptères amphibies) de la classe Mistral. Le Suffren, premier des six SNA de la classe Suffren, a été livré en 2020 ; ces sous-marins remplaceront nombre pour nombre les SNA de la classe Rubis.
La Marina Militare italienne possède avec le Cavour un porte-avion doté de quinze F-35 B à appontage vertical, identiques à ceux qui équipent les porte-avions britanniques. Elle recevra en 2022 le nouveau porte-hélicoptère amphibie Trieste, qui, avec ses quelque 35 000 tonnes, sera son plus gros navire, juste devant le Cavour. Dix frégates FREMM, construites dans le cadre d'un programme conjoint avec la France, sont prévues, dont huit ont déjà été livrées.
| Pays      | Marine de guerre          | Tonnage bâtiments de combat | SNLE | SNA | SMD | Porte- avions | PHA | TCD | BDC | Destroyers | Frégates | Corvettes et PO | Total |
| --------- | ------------------------- | --------------------------- | ---- | --- | --- | ------------- | --- | --- | --- | ---------- | -------- | --------------- | ----- |
| France    | Marine nationale          | 307 000                     | 4    | 5   |     | 1             | 3   |     |     | 10         | 5        | 12              | 40    |
| Italie    | Marina Militare           | 197 000                     |      |     | 8   | 1             | 1   | 3   |     | 12         | 4        | 10              | 39    |
| Espagne   | Armada Española           | 149 000                     |      |     | 2   |               | 1   | 2   |     | 5          | 6        | 15              | 31    |
| Grèce     | Ελληνικό Πολεμικό Ναυτικό | 112 000                     |      |     | 11  |               |     |     | 5   |            | 13       | 0               | 29    |
| Pays-Bas  | Koninklijke Marine        | 92 000                      |      |     | 4   |               |     | 2   |     | 4          | 2        | 4               | 16    |
| Allemagne | Deutsche Marine           | 89 000                      |      |     | 6   |               |     |     |     | 6          | 5        | 5               | 22    |
| Danemark  | Søværnet                  | 54 000                      |      |     |     |               |     |     |     | 5          | 4        | 3               | 12    |

Glossaire
- SNLE : Sous-marin nucléaire lanceur d'engins
- SNA : Sous-marin nucléaire d'attaque
- SMD : Sous-marin diesel
- PHA : Porte-hélicoptère amphibie
- TCD : Transport de chalands de débarquement
- BDC : Bâtiment de débarquement de chars
- PO : Patrouilleur océanique

L'Espagne, la France, l'Italie et le Portugal ont créé en 1995 Euromarfor, force maritime européenne non permanente, capable de mener des opérations navales, aéronavales et amphibies, et dont la composition est adaptée aux missions assignées.

## Participations aux structures communes
|                  | Finabel                                 | Corps de réaction rapide européen | Force de gendarmerie européenne | Commandement européen du transport aérien        | Groupe aérien européen                                | Force maritime européenne                     | Movement Coordination Centre Europe (en) | Organisation conjointe de coopération en matière d'armement |
| Abréviation      |                                         | Eurocorps                         | EUROGENDFOR                     | EATC                                             | EAG                                                   | EUROMARFOR                                    | MCCE                                     | OCCAr                                                       |
| Blason           |                                         |                                   |                                 |                                                  |                                                       |                                               |                                          |                                                             |
| Composante       | Terrestre                               | Terrestre                         | Terrestre                       | Aérienne                                         | Aérienne                                              | Navale                                        | Interarmes                               | Interarmes                                                  |
| Description      | Développement de l'interopérabilité     | État-major                        | Gestion de crise hors UE        | Mise à disposition de moyens de transport aérien | Développement de l'interopérabilité                   | Force capable de mener des opérations navales | Coordination des moyens de transport     | Gestion de programmes d'armement                            |
| Fondation        | 1953                                    | 1992                              | 2004                            | 2010                                             | 1995                                                  | 1995                                          | 2007                                     | 1996                                                        |
| Siège            | Bruxelles (Belgique)                    | Strasbourg (France)               | Vicence (Italie)                | Eindhoven (Pays-Bas)                             | High Wycombe (Royaume-Uni)                            | Toulon (France)                               | Eindhoven (Pays-Bas)                     | Bonn (Allemagne)                                            |
| Capacités        |                                         | 60 000 soldats                    | 2 300 soldats                   | 220 appareils                                    |                                                       | 1 à plusieurs groupes                         |                                          |                                                             |
| Délai de réponse |                                         | 30 jours                          | 30 jours                        |                                                  |                                                       | 5 jours                                       |                                          |                                                             |
| Devise           | La réflexion servant l'action militaire |                                   | Lex paciferat                   | Intégrée, innovante, efficiente                  | Des capacités améliorées à travers l'interopérabilité | En mer pour la paix                           |                                          |                                                             |
|                  | États membres (année d'adhésion)        |                                   |                                 |                                                  |                                                       |                                               |                                          |                                                             |
| Allemagne        | 1956                                    | 1992                              | Non concerné                    | 2010                                             | 1997                                                  | Non                                           | 2007                                     | 1996                                                        |
| Autriche         | Non                                     | Non                               | Non concerné                    | Non                                              | Non                                                   | Non concerné                                  | 2010                                     | Non                                                         |
| Belgique         | 1953                                    | 1993                              | Non concerné                    | 2010                                             | 1997                                                  | Non                                           | 2007                                     | 2003                                                        |
| Bulgarie         | Non                                     | Non                               | Non                             | Non                                              | Non                                                   | Non                                           | 2017                                     | Non                                                         |
| Chypre           | 2008                                    | Non                               | Non concerné                    | Non                                              | Non                                                   | Non                                           | Non                                      | Non                                                         |
| Croatie          | 2017                                    | Non                               | Non concerné                    | Non                                              | Non                                                   | Non                                           | 2011                                     | Non                                                         |
| Danemark         | Non                                     | Non                               | Non concerné                    | Non                                              | Non                                                   | Non                                           | 2007                                     | Non                                                         |
| Espagne          | 1990                                    | 1994                              | 2006                            | 2014                                             | 1997                                                  | 1995                                          | 2007                                     | 2005                                                        |
| Estonie          | Non                                     | Non                               | Non concerné                    | Non                                              | Non                                                   | Non                                           | 2007                                     | Non                                                         |
| Finlande         | 2008                                    | Non                               | Non concerné                    | Non                                              | Non                                                   | Non                                           | 2007                                     | Associé                                                     |
| France           | 1953                                    | 1992                              | 2006                            | 2010                                             | 1995                                                  | 1995                                          | 2007                                     | 1996                                                        |
| Grèce            | 1996                                    | Associé                           | Non concerné                    | Non                                              | Non                                                   | Non                                           | Non                                      | Non                                                         |
| Hongrie          | 2015                                    | Non                               | Non                             | Non                                              | Non                                                   | Non concerné                                  | 2007                                     | Non                                                         |
| Irlande          | Non                                     | Non                               | Non concerné                    | Non                                              | Non                                                   | Non                                           | Non                                      | Non                                                         |
| Italie           | 1953                                    | Associé                           | 2006                            | 2015                                             | 1997                                                  | 1995                                          | 2007                                     | 1996                                                        |
| Lettonie         | 2016                                    | Non                               | Non concerné                    | Non                                              | Non                                                   | Non                                           | 2007                                     | Non                                                         |
| Lituanie         | Non                                     | Non                               | Partenaire                      | Non                                              | Non                                                   | Non                                           | 2015                                     | Associé                                                     |
| Luxembourg       | 1953                                    | 1996                              | Non concerné                    | 2012                                             | Non                                                   | Non concerné                                  | 2007                                     | Associé                                                     |
| Malte            | 2010                                    | Non                               | Non concerné                    | Non                                              | Non                                                   | Non                                           | Non                                      | Non                                                         |
| Pays-Bas         | 1953                                    | Non                               | 2006                            | 2010                                             | 1997                                                  | Non                                           | 2007                                     | Associé                                                     |
| Pologne          | 2006                                    | Associé                           | 2011                            | Non                                              | Associé                                               | Non                                           | 2008                                     | Associé                                                     |
| Portugal         | 1996                                    | Non                               | 2006                            | Non                                              | Non                                                   | 1995                                          | 2010                                     | Non                                                         |
| Roumanie         | 2008                                    | Associé                           | 2009                            | Non                                              | Non                                                   | Non                                           | 2008                                     | Non                                                         |
| Slovaquie        | 2006                                    | Non                               | Non concerné                    | Non                                              | Non                                                   | Non concerné                                  | 2015                                     | Non                                                         |
| Slovénie         | 2016                                    | Non                               | Non concerné                    | Non                                              | Non                                                   | Non                                           | 2007                                     | Non                                                         |
| Suède            | 2015                                    | Non                               | Non concerné                    | Non                                              | Partenaire                                            | Non                                           | 2007                                     | Associé                                                     |
| Tchéquie         | 2012                                    | Non                               | Non concerné                    | Non                                              | Non                                                   | Non concerné                                  | 2010                                     | Non                                                         |